# West Branch (Iowa)
West Branch è una città degli Stati Uniti d'America, situata nello Stato dell'Iowa, nella contea di Cedar e in parte nella contea di Johnson. È la città natale del presidente Herbert Hoover.